# Olympiakos (voleibol)
La secció de voleibol de l'Olympiakos és una de les més importants d'aquest club poliesportiu grec.
La secció masculina es va fundar el 1926 i la femenina el 1930. Les dues són dels clubs més importants del país amb nombrosos campionats nacionals i alguns de continentals.

## Palmarès masculí

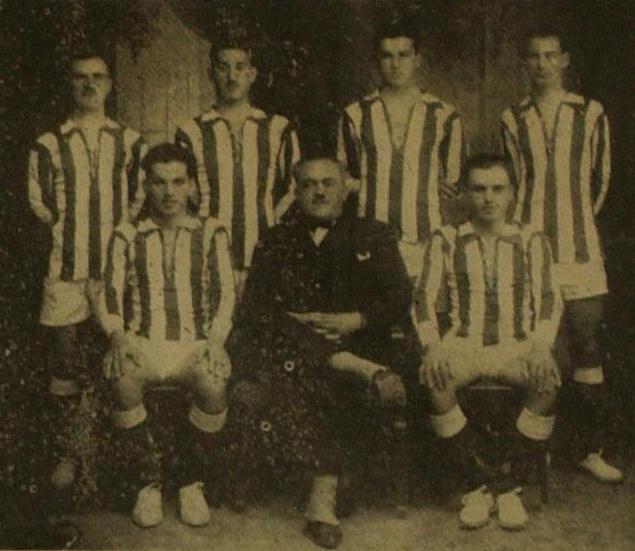
Primer equip del 1926

- Lliga de Campions / Copa de Campions
  - Finalistes (2): 1991−92, 2001−02
- Recopa d'Europa / Top Teams Cup / CEV Cup
  - Campions (2): 1995−96, 2004−05
  - Finalistes (2): 1996−97, 1997−98
- CEV Challenge Cup
  - Campions (1): 2022−23
  - Finalistes (1): 2017–18
- Lliga grega: 
  - Campions (32): 1968, 1968−69, 1973−74, 1975−76, 1977−78, 1978−79, 1979−80, 1980−81, 1982−83, 1986−87, 1987−88, 1988−89, 1989−90, 1990−91, 1991−92, 1992−93, 1993−94, 1997−98, 1998−99, 1999−00, 2000−01, 2002−03, 2008−09, 2009−10, 2010−11, 2012−13, 2013−14, 2017−18, 2018−19, 2020-21, 2022-23, 2023–24
- Copa grega
  - Campions (18): 1980−81, 1982−83, 1988−89, 1989−90, 1991−92, 1992−93, 1993−94, 1996−97, 1997−98, 1998−99, 2000−01, 2008−09, 2010−11, 2012−13, 2013−14, 2015−16, 2016−17, 2023−24, 2024−25
- Copa de la Lliga grega
  - Campions (7): 2012−13, 2014−15, 2015−16, 2016−17, 2017−18, 2018−19, 2024-25
- Supercopa grega
  - Campions (3): 2000, 2010, 2024
- Copa de primera divisió "Melina Mercouri": 1994 *
- Campionat grec de "Atenes - El Pireu": 1967, 1968
- Campionat grec de "El Pireu": 1931, 1932

Nota:
- L'any 1994 es va cancel·lar la Copa de Grècia i es va celebrar un torneig final a 4 en memòria de Melina Mercouri. Els jugadors internacionals estaven absents a causa del Campionat del Món de 1994. A la final, l'Olympiacos El Pireu va derrotar l'Aris Tessalònica per 3-0 per guanyar el títol.[1]

## Palmarès femení
- CEV Challenge Cup
  - Campiones (1): 2017–18
  - Finalistes (1): 2016–17
- Lliga grega: 
  - Campiones (9): 2012–13, 2013–14, 2014–15, 2015–16, 2016–17, 2017–18, 2018–19, 2019–20, 2024–25
- Copa grega
  - Campiones (11): 2010–11, 2011–12, 2012–13, 2013–14, 2014–15, 2015–16, 2016–17, 2017–18, 2018–19, 2023–24, 2024−25
- Supercopa grega
  - Campions (1): 2024
- Campionat grec femení de "El Pireu": 1934, 1935, 1948